# Adelaide Herrmann
Pour les articles homonymes, voir Herrmann.
Adelaïde Herrmann (née en 1853 à Londres, décédée en 1932), est une illusionniste britannique restée méconnue, ayant longtemps travaillé dans l'ombre de son mari.

## Biographie
Née Adèle Scarsez, la future artiste prend des cours de danse à l'insu de ses parents puis décroche un rôle dans un ballet. Elle part avec la troupe en tournée aux États-Unis.
Lorsqu'elle rentre à Londres, elle monte un numéro d'acrobatie sur vélo et repart en tournée en Europe.
À 21 ans, elle rencontre Alexander Herrmann, magicien renommé, et ils se marient en 1875. À la fin de leurs engagements professionnels, ils créent leur propre spectacle.
Adèle assiste son mari dans les numéros dans un costume d'homme pour ne pas choquer le public, les femmes artistes sont encore rares à cette époque.
Elle apprend les tours de son mari et en suggère d'autres, plus spectaculaires: lévitation, crémation, décapitation... Elle se met parfois en danger. Pourtant, c'est son époux qui reçoit des récompenses.
Lorsque celui-ci décède en 1896, elle reprend la compagnie et met au point un numéro dangereux, intitulé "Bullet Catch". Elle fait preuve d'une grande témérité.
Le succès est au rendez-vous aux États-Unis et en Europe et elle invente d'autres tours. Elle prend sa retraite à 75 ans et écrit ses mémoires. Son travail est salué par de grands magiciens, comme Harry Houdini, et elle est surnommée "The queen of magic".

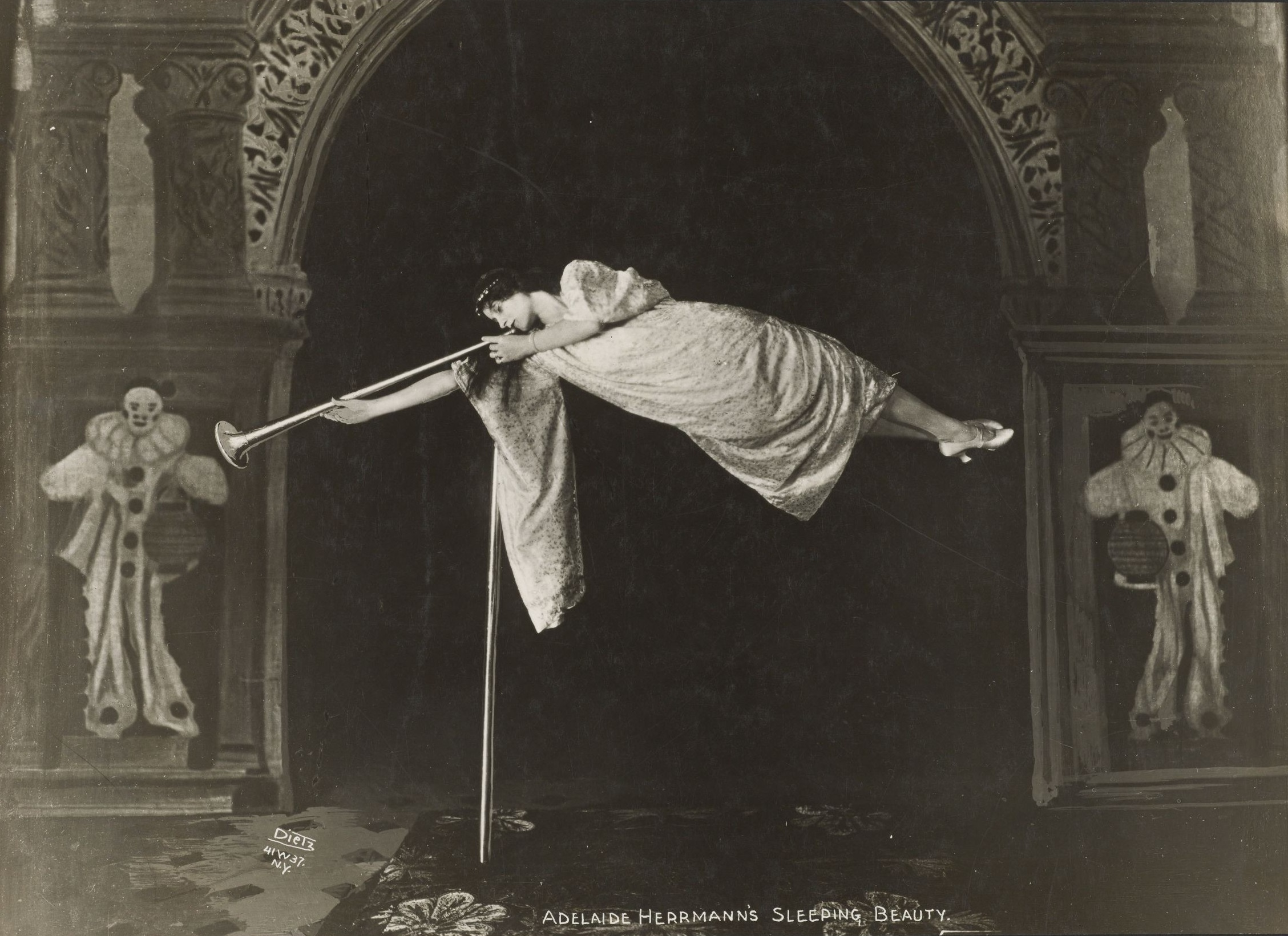
Adelaide Hermann en représentation, photographie, vers 1903

C'est une autre illusionniste Margaret Steele qui publie ses mémoires en 2012 afin de lui rendre hommage.